# Cáucaso occidental

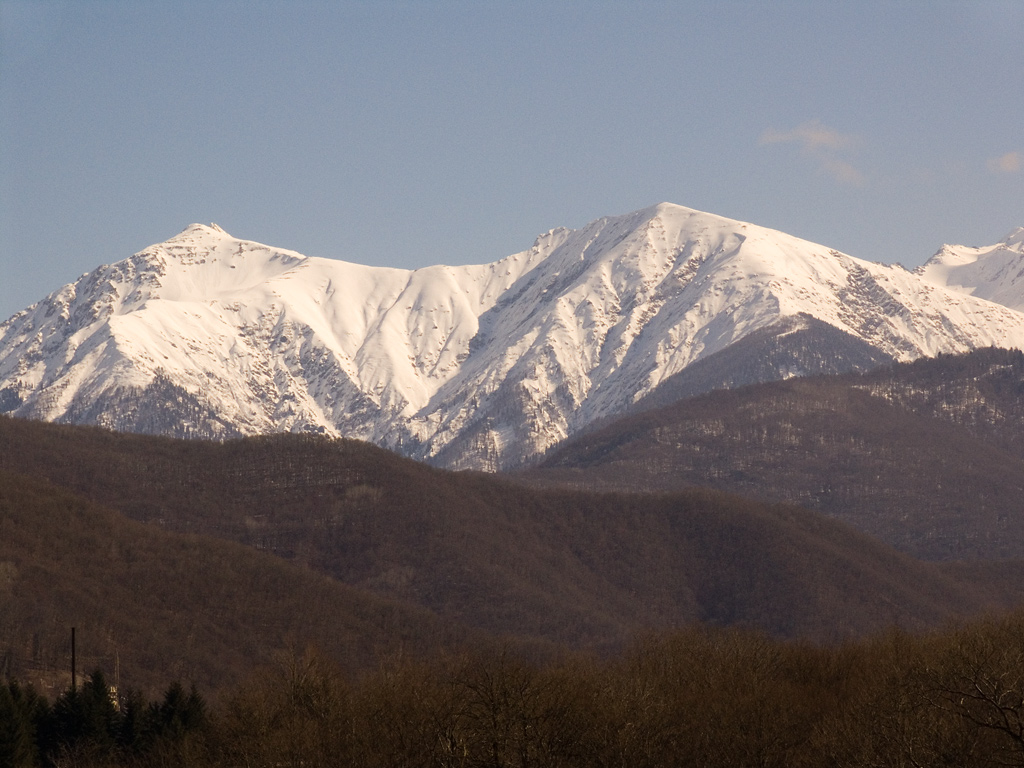
El Cáucaso occidental visto desde Krásnaya Poliana.

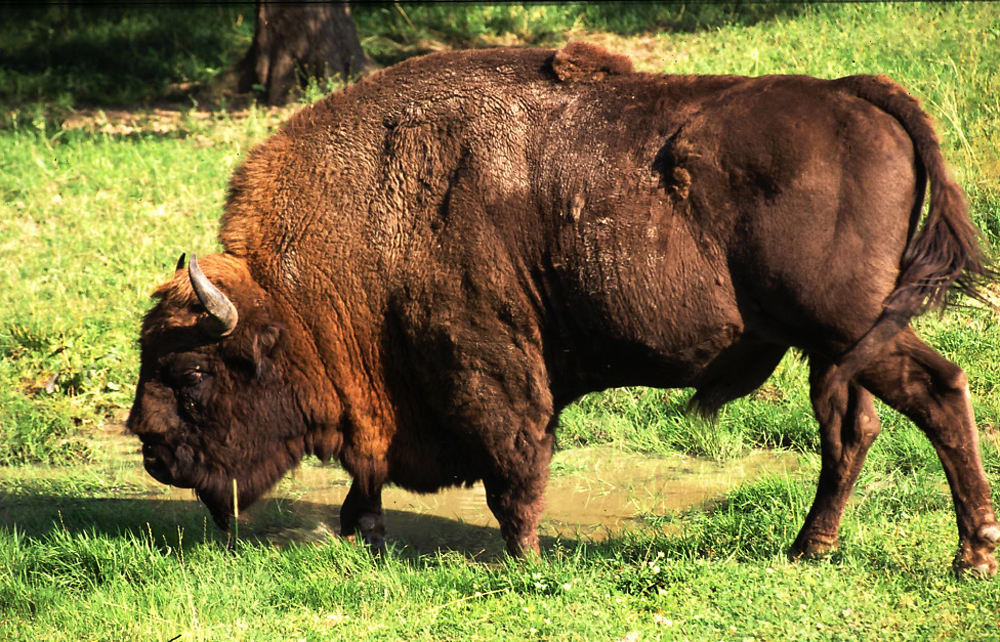
El último bisonte europeo salvaje fue cazado en el Cáucaso oriental en 1927. Décadas después, fue reintroducido.

El Cáucaso occidental es la región comprendida entre el mar Negro y el monte Elbrús, al oeste del Cáucaso. Está situada a 50 kilómetros al norte de la ciudad rusa de Sochi e incluida como Patrimonio de la Humanidad por la Unesco, afectando al extremo occidental de las montañas del Cáucaso. Los especialistas de la Unesco establecieron que era la única área montañosa de Europa que no ha experimentado un significativo impacto de actividad humana. Su hábitat es excepcionalmente diverso para el pequeño tamaño de la zona, variando desde tierras bajas hasta cumbres con glaciares.
El área incluye la Reserva Nacional Natural de la Biosfera del Cáucaso (en ruso: Кавказский государственный природный биосферный заповедник), parque nacional declarado área protegida de 1ª categoría por el gobierno de la Unión Soviética en 1924 en el krai de Krasnodar, Adigueya y Karacháyevo-Cherkesia. Así se querían conservar algunas especies de abetos (Abies nordmanniana) considerados los árboles más altos de Europa y un bosque único de tejos (Taxus baccata) y bojes (Buxus sempervirens). Cerca de un tercio de las especies son de alta montaña y se consideran endémicas. La zona también incluye el parque nacional de Sochi (calificado por la Unesco de 2ª categoría).
El Cáucaso occidental es el lugar originario del bisonte del Cáucaso, cuyo último ejemplar salvaje fue cazado por furtivos en 1927. Fue reintroducido unas décadas después.
La zona entre Anapa y el monte Fisht (Фишт) se caracteriza por montañas bajas y medias, denominándose Cáucaso noroccidental. Hacia el este, hasta el monte Elbrús, toma la forma típicamente alpina con numerosos glaciares y altos picos.
En el sentido más estricto, principalmente en la literatura de escalada y montañismo, el Cáucaso occidental solo sería la región comprendida entre los montes Fisht y Elbrús.
Las montañas más populares para la escalada y el turismo son el Dombai (Домбай), Arjiz (Архыз), y Uzunkol (Узункол).

## Patrimonio de la Humanidad
Seis son las localizaciones de este lugar natural, Patrimonio de la Humanidad, en el krai de Krasnodar, Adigueya y Karacháyevo-Cherkesia:
| Código  | Nombre                                                              | Coordenadas                                      | Superficie |
| ------- | ------------------------------------------------------------------- | ------------------------------------------------ | ---------- |
| 900-001 | Reserva Natural de Kavkazkiy                                        | 43°57′30.0″N 40°16′00.0″E / 43.958333, 40.266667 | 280.335 ha |
| 900-002 | Zona de respeto de la Reserva Natural de Kavkazkiy                  | 44°06′10.0″N 39°52′40.0″E / 44.102778, 39.877778 | 6.000 ha   |
| 900-003 | Parque natural de Bolshoi Thach                                     | 44°03′10.0″N 40°24′00.0″E / 44.052778, 40.400000 | 3.700 ha   |
| 900-004 | Monumento Natural de la Sierra Buijnij                              | 43°57′50.0″N 40°01′10.0″E / 43.963889, 40.019444 | 1.480 ha   |
| 900-005 | Monumento Natural de las fuentes del río Tsitsa                     | 44°03′40.0″N 39°56′10.0″E / 44.061111, 39.936111 | 1.913 ha   |
| 900-006 | Monumento Natural de las fuentes de los ríos Pshecha y Pshechashcha | 43°58′25.0″N 39°48′50.0″E / 43.973611, 39.813889 | 5.776 ha   |

## Cumbres
- Kiukiurtiu (Кюкюртлю) (parte oriental del Elbrús), 4639 metros.
- Dombai-Yolgen (Домбай-Ёльген), 4046 metros
- Pico Dalar (пик Далар), 3979 metros
- Dzhuguturluichat (Джугутурлючат), 3921 metros
- Bu-Yolgen (Бу-Ёльген) ("El gran ciervo"), 3917 metros
- Aksaut (Аксаут), 3910 metros
- Kara-Kaiya (Кара-Кайя), 3896 metros
- Dzhalovchat (Джаловчат) ("Dzhalauchat"), 3884 metros
- Belalakaya (Белалакая) (Bel-Ala-Kaya -"Бель-Ала-Кая "), 3861 metros
- Pshish (Пшыш), 3789 metros
- Sufrudzhu (Суфруджу), 3781 metros
- Najar (Нахар), 3780 metros
- Ertsoga (Эрцога), 3683 metros
- Chotchat (Чотчат), 3640 metros
- Psish (Псыш, 3535 metros
- Ptish (Птыш), 3520 metros
- Chuchjur-Bashi (Чучхур-Баши), 3510 metros
- Tokmak (Токмак), 3415 metros
- Sulajat (Сулахат), 3409 metros
- Magana (Магана), 3230 metros